# 明德大学
明德大學（又译作米德尔伯里学院）是美国佛蒙特州米德尔伯里的一所私立美国文理学院。它始建于1800年。学院有来自美国的50个州和超过70个国家2500名本科生，提供44门主修课程，包含：艺术、人文、文学、外语、社会科学和自然科学。
明德大学是美国第一个授予非裔美国人学士学位的学院，他名叫“亚历山大·特怀莱特”，1823年毕业。它也是美国新英格兰第一个男女同校的学院，1883年它就开始接受女学生。
除了核心本科课程，学院本科生和研究生课程包含：现代语言、英语文学和写作。学院使用包含10种语言授课。蒙特雷国际研究学院是学院的研究所，招收国际环境政策、国际关系、国际商务、语言教学、筆译和口譯专业的学生。

## 院系
明德大学主要院系是：
- 美国研究
- 阿拉伯语
- 生物学
- 化学与生物化学
- 中文
- 古典文学研究
- 古文
- 计算机科学
- 舞蹈
- 经济学
- 英语和美国文学
- 环境研究
- 电影与媒体文化
- 法文
- 地理
- 地质
- 德文
- 历史
- 艺术史与建筑
- 国际政治与经济
- 国际关系研究
- 意大利文
- 日文
- 文学研究
- 英文
- 数学
- 分子生物学与生物化学
- 音乐
- 神经科学
- 哲学
- 物理
- 政治科学
- 心理学
- 宗教
- 俄文
- 社会学与人类学
- 西班牙文和葡萄牙文
- 艺术
- 教师和教育
- 戏剧
- 妇女和性别研究

## 著名校友
- 罗纳德·布朗
- 伊芙·恩斯勒
- 范妮莎·布兰奇
- 拉多·古尔格尼泽